# Fissidens pechuelii
Fissidens pechuelii är en bladmossart som beskrevs av Jean Édouard Gabriel Narcisse Paris 1896. Fissidens pechuelii ingår i släktet fickmossor, och familjen Fissidentaceae. Inga underarter finns listade i Catalogue of Life.